# Testwell CMT++
Testwell CMT++ outil de mesure de complexité de code pour C et C++ est un outil d'analyse de code statique  qui mesure la complexité de code pour les logiciels écrit en  C et C++.
L'outil analyse les métriques des lignes de code (LOC), les métriques d'Halstead, le nombre cyclomatique de McCabe (vG)  et l'index de maintenabilité (Maintainability Index).
Testwell CMT++ fournit des formats de sortie spécifiques pour les développeurs, les testeurs et les managers. Ces différents formats sont HTML, XML, CSV et PDF.
Testwell CMTJava est un outil qui a les mêmes fonctionnalités pour l'analyse de code des projets écrit en Java.
Testwell CMT++ et Testwell CMTJava fonctionnent avec les plateformes  Windows, Linux, Solaris et HP-UX. 
Ces deux outils ont été développés par la société Testwell Oy à Tampere en Finlande.
Verifysoft Technology GmbH (Offenbourg) distribue Testwell CMT++ et Testwell CMTJava en France, au Benelux, en Suisse et dans d'autres pays européens.

## Liens
- Testwell CMT++/CMTJava
- Article dans MSCoder sur la complexité et la qualité